# Heinrich von Kleve
Heinrich von Kleve, auch von Cleve, latinisiert Henricus de Clivis (* im 15. Jahrhundert wohl in Kleve; † 2. Juni 1490 in Liesborn), war von 1464 bis zu seinem Tod Abt des Benediktinerklosters Liesborn und ein Vertreter der Bursfelder Reformbewegung. 

## Leben
Heinrichs Herkunft ist unbekannt. Der Beiname von Kleve deutet nicht auf gräfliche Abstammung, sondern bezeichnet seinen Geburts- oder früheren Wohnort. Später war er Cellerar im Kloster St. Marien ad martyres in Trier. Ende 1464 sandten ihn die Äbte Johannes von Bursfelde und Adam von St. Martin in Köln mit vier weiteren reformgesinnten Mönchen nach Liesborn. Eine Urkunde vom 16. Dezember nennt Heinrich als Abt. Bereits 1465 brachte er die Litterae submissionis („Unterordnungserklärung“) Liesborns zum Jahreskapitel nach Bursfelde und seine Abtei wurde der Bursfelder Kongregation angeschlossen. Damit galt für Liesborn die von der Devotio moderna inspirierte strenge Bursfelder Observanz und die Inspektion von Leben und Liturgie durch die Kongregation. Bald darauf wurden das Aegidiikloster in Münster und das Kloster Vinnenberg von Liesborn aus reformiert.
Die Reform bewirkte in Liesborn eine religiöse und kulturelle Blüte. Heinrich übte sein Amt mit wirtschaftlicher und administrativer Umsicht aus. Er betrieb die Erweiterung und Umwallung der Klostergebäude und die Ausstattung von Kirche und Abtei mit bedeutenden Kunstwerken, darunter der berühmte Liesborner Altar. Der Konvent verzeichnete in seiner Amtszeit vermehrten Zugang von Novizen.
Heinrich von Kleve wurde in dem von ihm geweihten neuen Chor der Abteikirche beigesetzt.